# René Rebeiz
René Rebeiz (* 1976 in Innsbruck) ist ein österreichischer Schauspieler mit libanesischen Wurzeln.

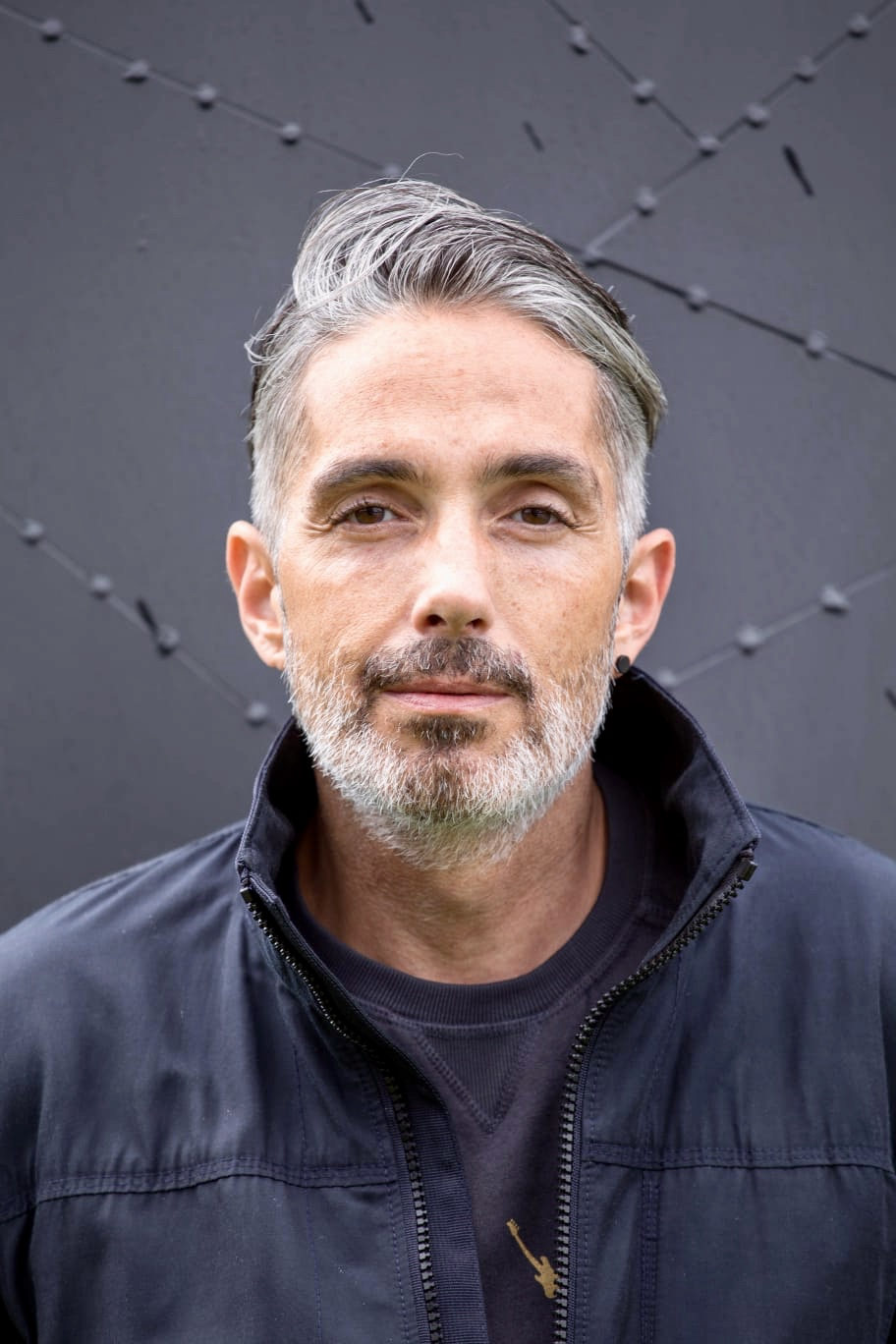

## Leben
Nach einer hotelkaufmännischen Lehre, Jahren der „Wanderschaft“ und verschiedensten Jobs zwischen Sydney und Los Angeles, begann Rebeiz 2001 seine Schauspielausbildung an der Schauspielschule Sachers in Innsbruck, welche er mit der Bühnenreifeprüfung in den Wiener Kammerspielen abschloss. 2010 zog Rebeiz nach Wien. Zu sehen war er in einer Reihe von Kurz- und Indiefilmen, unter anderem in Fernsehproduktionen SOKO Kitzbühel und Universum History mit Regisseuren wie Ernst Gossner und Beverly Blankenship sowie im Fernsehfilm K2 – Der Schicksalsberg unter der Regie von Robert Dornhelm.
Neben einigen Passionsprojekten mit Bands im Rockbereich war Rebeiz zwischen 2001 und 2022 auch stets auf Theaterbühnen zu sehen. 2018 und 2019 spielte er unter Paulus Manker Die letzten Tage der Menschheit in der Wiener Neustädter Serbenhalle. Auch 2022 spielte er unter Skandalregisseur Manker Die letzten Tage der Menschheit nochmal in Berlin. Im Anschluss an Die letzten Tage der Menschheit 2019 übernahm er noch die Rollen des Almaniac und Sigmund Freud in Mankers Kultstück Alma a Show Biz ans Ende
2020/21 gab Rebeiz sein Regiedebüt mit dem Kurzfilm ERIKA, gedreht nach Motiven aus dem Stück Wildwechsel von Franz Xaver Kroetz. Mittlerweile auf Youtube zu finden. 2022 folgte die 2. Regiearbeit mit dem Kurzfilm Mind Sweeper und 2023 dann ein weiterer Kurzfilm mit dem Titel Alpenkönig, ein kritischer wie absurder Blick auf den Tiroler Tourismus. Seit 2023 ist Rebeiz auch als Redakteur für die Regionalmedien Tirol tätig.

## Filmografie (Auswahl)
- 2002: Weißblaue Geschichten (Fernsehserie)
- 2012: K2 – The Italian Mountain (Fernsehfilm)
- 2011, 2015, 2019, 2020: SOKO Kitzbühel (Fernsehserie, vier Episoden)
- 2016: Universum History (Fernsehserie), Tirol Geteilte Heimat
- 2017: Universum History (Fernsehserie), Andreas Hofer – Held wider Willen
- 2017: Snakebite (Kurzfilm)
- 2017: Loslassen
- 2019: Vorstadtweiber (Fernsehserie)